# Александр Шелига
Александр Шелига (словен. Aleksander Šeliga; 1 лютого 1980, Цельє, СФРЮ) —  словенський футболіст,  воротар.

## Кар'єра

### Клубна
Першим клубом у професійній кар'єрі Александра був «Цельє», з яким він підписав контракт у 1997. Перші п'ять сезонів Шелига з'являвся на полі нечасто, але починаючи з сезону 2001/02 став основним голкіпером клубу. У «Цельє» він грав до 2005, після чого перейшов до одного з найсильніших клубів  чеського чемпіонату —  празької «Славії», але за сезон зіграв лише у 2-х матчах. У 2006 Шелига повернувся до рідного «Цельє», де грав ще 3 сезони. Загалом Александр провів у складі цієї команди 190 матчів у  чемпіонаті.
Влітку 2009 Шелигою зацікавилися 2 клуби з  Нідерландів. Першим був «Геренвен», потренувавшись з яким, контракту словенець не підписав. Другим клубом була роттердамська «Спарта», яка після повернення в  ПСВ орендованого Кассіо Рамоса гостро потребувала голкіпера. Саме з цим клубом Шелига і підписав 2-річний контракт і з першого сезону став основним голкіпером команди.

### Міжнародна
З 2007 Шелига викликається у  збірну Словенії, однак тривалий час не міг дебютувати в ній. Лише 3 березня 2010, після вдалого сезону в «Спарті», Александру було довірено захищати ворота збірної в товариському матчі з командою  Катару, в якому він вийшов на заміну і відстояв «на нуль». У тому ж 2010 Матяж Кек включив воротаря в заявку на  чемпіонат світу.

## Досягнення

### Командні
«Цельє»
- Володар  Кубка Словенії: 2004-05

«Олімпія»
- Чемпіон Словенії: 2015-16